# Премія Вінзора Маккея
Премію Вінзора Маккея присуджують кінематографістам за внесок в анімацію. Нагороду вручають під час церемонії нагородження Енні. Нагороду вручає Міжнародне товариство анімаційних фільмів, ASIFA-Голлівуд. Премія була заснована в 1972 році і названа на честь піонера анімації Вінзора Маккея.

## Список нагороджених
- ± нагороджений посмертно.

| Рік            | Реціпієнти                                                                                                   |
| -------------- | --- |
| 1972 (1st)     | Макс Флейшер±, Дейв Флейшер                                                                                  |
| 1973 (2nd)     | Волтер Ланц                                                                                                  |
| 1974 (3rd)     | Текс Ейвері , Фріз Фрілінг, Чак Джонс , Арт Баббітт, Вінзор Маккей ±                                         |
| 1975 (4th)     | Волт Дісней±, Джон Габлі, Фейт Габлі , Норман Макларен                                                       |
| 1976 (5th)     | Роберт Кеннон, Г'ю Гарман, Рудольф Ізінг, Майк Мальтезе, Джодж Пал , Ворд Кімбелл                            |
| 1977 (6th)     | Білл Ганна, Джо Барбера, Мел Бланк , Оскар Фішингер±, Білл Скотт, Мілт Кал                                   |
| 1978 (7th)     | Джей Ворд, Аб Айверкс±, Дік Г'юмер, Карл Сталлінг ±, Ганс Конрід                                             |
| 1979 (8th)     | Клайд Джеронімі, Білл Мелендез, Мая Кестел, Отто Мессмер                                                     |
| 1980 (9th)     | Оллія Джонстон, Френк Томас, Кел Говард, Пол Джуліан, Лаверна Гардінг                                        |
| 1981 (10th)    | Торнтон Гі, Білл Піт, Білл Титла, Джон Вітні, Кен Гарріс                                                     |
| 1982 (11th)    | Кен Андерсон, Бруно Боззетто, Джун Форей, Дон Грем, Марк Девіс                                               |
| 1983 (12th)    | Ерік Ларсон, Фред Мур±, Кларенс Неш, Вольфганг Рейтерман, Лео Салкін, Стів Босустов±, Вілфред Джексон        |
| 1984 (13th)    | Девс Батлер, Девід Ганд, Джек Кінні, Майкл Ла, Роберт Маккімсон, Річард Вільямс, Гамільтон Ласк±             |
| 1985 (14th)    | Роберт Абель, Престон Блейр, Джо Грант, Джон Галас, Стерлінг Голловей, Джим Макдональд, Філ Монро, Бен Вошем |
| 1986 (15th)    | Фредерік Бек, Шеймус Калгейн, Вільям Гарц, Ірвен Спенс, Емері Гокінс, Джон Лунсбері±                         |
| 1987 (16th)    | Пол Дрісен, Джек Ганна, Білл Літтлджон, Моріс Нобл, Кен О'Коннор                                             |
| 1988 (17th)    | Ральф Бакши, Боб Клампетт±, Тісса Девід, Кігачіро Кавамото, Вірджил Росс                                     |
| 1989-90 (18th) | Арт Клокі, Гікс Локі, Дон Мессик, Тедзука Осаму, Лестер Новрос                                               |
| 1991 (19th)    | Рей Гаррігаузен, Гербрт Клайнн, Боб Куртц, Юрі Норштейн, Джо Сіракуса, Рут Кіссане                           |
| 1992 (20th)    | Лес Кларк±, Стен Фреберг, Девід Гільберман                                                                   |
| 1993 (21st)    | Джордж Даннінг±, Рой Едвард Дісней, Джек Зандер                                                              |
| 1994 (22nd)    | Ед Бенедикт , Arthur Davis, Джин Вандер Піл                                                                  |
| 1995 (23rd)    | Джулс Енджел, Венс Джеррі, Ден Маклохлін                                                                     |
| 1996 (24th)    | Мері Блер, Берні Меттінсон, Івао Такамото                                                                    |
| 1997 (25th)    | Вілліс О'Браєн±, Майрон Валдман, Пол Вінчелл                                                                 |
| 1998 (26th)    | Ейвінд Ерл, Міядзакі Хаяо, Ернест Пінтофф                                                                    |
| 1999 (27th)    | Рей Паттерсон, Марсел Янкович, Кон Педерсон                                                                  |
| 2000 (28th)    | Норман Маккейб, Гойт Кертін, Люсіль Блісс                                                                    |
| 2001 (29th)    | Білл Джастіс, Пете Альварадо, Боб Гівенс                                                                     |
| 2002 (30th)    | Джен Газельтон, Флойд Норман, Шерман Бразерс                                                                 |
| 2003 (31st)    | Джен Дойч, Джон Генч, Турл Равенскрофт                                                                       |
| 2004 (32nd)    | Дон Блат, Вірджинія Девіс, Арнольд Станг                                                                     |
| 2005 (33rd)    | Корні Кол, Фред Кріппен, Тайрус Вонг                                                                         |
| 2006 (34th)    | Андреас Дея, Геннді Тартаковський, Білл Плімптон                                                             |
| 2007 (35th)    | Джон Кейнмейкер, Глен Кін, Джон Крісфалузі                                                                   |
| 2008 (36th)    | Майк Джадж, Джон Лассетер, Нік Парк                                                                          |
| 2009 (37th)    | Тім Бертон, Джеффрі Катценберг, Брюс Тімм                                                                    |
| 2010 (38th)    | Бред Берд, Ерік Голдберг, Метт Грюнінг                                                                       |
| 2011 (39th)    | Волтер Перегой, Берге Рінг, Рональд Сірл                                                                     |
| 2012 (40th)    | Террі Гілліам, Оскар Грілло, Марк Генн                                                                       |
| 2013 (41st)    | Кацугіро Отомо, Стівен Спілберг, Філ Тіппетт                                                                 |
| 2014 (42nd)    | Дідієр Бруннер, Дон Ласк, Лі Мендельсон                                                                      |
| 2015 (43rd)    | Джо Ранфт±, Філ Роман, Такахата Ісао                                                                         |
| 2016 (44th)    | Дейл Бер, Керолайн Ліф, Осії Мамору                                                                          |
| 2017 (45th)    | Джеймс Бакстер, Стівен Гілленбург, Венді Тілбі та Аманда Форбіс                                              |
| 2018 (46th)    | Ральф Егглестон, Андреа Романо, Френк Бракстон±                                                              |
| 2019 (47th)    | Кон Сатосі±, Генрі Селік, Джон Маскер, Рон Клеменс                                                           |